# Foxtrot

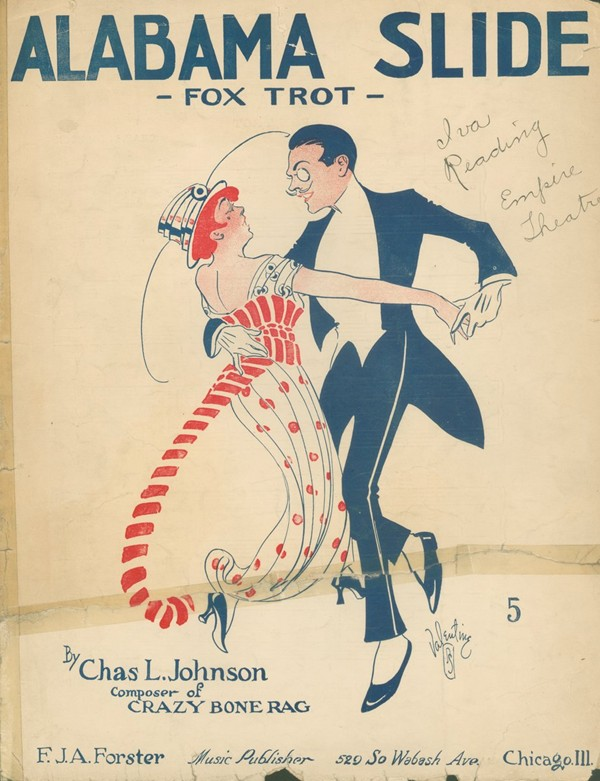
Foxtrot

Il foxtrot o fostrotto è una danza di origine americana, letteralmente significa "trotto della volpe" (fox = volpe; trot = trotto).
Misura in quattro tempi cioè ha quattro battiti per ogni battuta musicale (4/4). 

## Storia
Trae le sue origini dal ragtime; comincia a diffondersi alla fine del XIX secolo negli Stati Uniti e giunge in Inghilterra nel 1915.
I passi del fox trot furono registrati dal maestro di ballo F. L. Clendenen, pubblicati nel libro Dance Mad uscito nel 1914, con la didascalia: "The Fox Trot, as danced by Mr. Fox" (Il Fox Trot, come lo balla Mr. Fox), riferendosi al ballerino Harry Fox.
Sul finire della prima guerra mondiale viene codificato in due varianti tutt'oggi in uso nella categoria ballo da sala: lo slow foxtrot e il quickstep. 
- slow foxtrot è la versione lenta del foxtrot, viene suonato attorno alle 28-30 battute al minuto.
- quickstep è una danza veloce, suonata attorno alle 46-48 (e oggi fino a 50-51) battute al minuto.